# Xã Pike, Quận Stoddard, Missouri
Xã Pike (tiếng Anh: Pike Township) là một xã thuộc quận Stoddard, tiểu bang Missouri, Hoa Kỳ. Năm 2010, dân số của xã này là 3.830 người.